# Korbacher Franziskanermaler
Korbacher Franziskanermaler ist der Notname eines 1455 oder 1456 geborenen Künstlers, von dem sich drei ursprünglich im Franziskanerkloster Korbach befindliche Flügelaltäre in Korbach und Umgebung und eine Altartafel in Köln erhalten haben, die er jeweils mit einem ganzfigurigen Selbstporträt in der Ordenstracht der Franziskaner signierte. Er starb nach 1527.

## Leben
Über das Leben des Künstlers ist nichts bekannt. Seine Gemälde stehen in der Tradition der Westfälischen Tafelmalerei, so dass mit Sicherheit angenommen werden kann, dass er in einer der dortigen Werkstätten ausgebildet wurde, vielleicht in der des Meisters des Schöppinger Altars oder der des Meisters von Liesborn. Hier dürfte er auch Beispiele der Niederländischen Malerei kennengelernt haben, von der er einige Bildfindungen und -formeln übernahm. 
Auf dem Kalvarienberg-Gemälde von St. Pantaleon ist – als Tempel von Jerusalem – ein Gebäude mit einer Kuppel dargestellt, die zu dieser Zeit nur italienische Kirchen wie Santa Maria del Fiore oder das Pantheon in Rom schmückten. Man kann also annehmen, dass er einmal nach Italien gereist war, sei es als Pilger oder Künstler.
Sein frühestes datiertes Werk schuf er im bereits vorgerückten Alter von 63 Jahren, so dass gelegentlich darüber spekuliert wird, ob ihm nicht weitere Tafelgemälde zugeschrieben werden können.

## Werke
- Der Flügelaltar von St. Nikolai in Korbach, ein Marienaltar, ist 1518 datiert. Die Haupttafel zeigt die Anbetung der Hl. Drei Könige, ein dem Stand der Fernhandelskaufleute angemessenes Sujet, deren Patron, dem Hl. Nikolaus von Myra, die am Schnittpunkt der Straßen von Köln nach Leipzig und von Frankfurt am Main nach Bremen gelegene Kirche geweiht war. Die Komposition des Bildes weist auffällige Übereinstimmungen mit dem Hauptbild des Columba-Altars von Rogier van der Weyden auf. Auf den Flügeln sind dargestellt: auf der Innenseite Mariä Verkündigung, Mariä Heimsuchung, die Geburt Christi und die Darbringung Jesu im Tempel sowie außen Maria als Mutter Gottes und die Hl. Katharina von Alexandrien. Predella und Maßwerk sind verloren.
- Der Franziskusaltar in Nieder-Waroldern ist 1519 datiert und wurde ursprünglich für das Korbacher Franziskaner-Kloster geschaffen; er zeigt die Kreuzabnahme als Haupttafel und Szenen aus dem Leben des Hl. Franziskus auf den Flügeln innen sowie  Porträts des Hl. Franziskus und des Hl. Bernhardin von Siena außen. Die Predella ist seit 1938 verloren.
- Das Kalvarienberg-Bild in der Kirche St. Pantaleon in Köln ist nicht datiert und wohl um 1520 entstanden. Es ist das Hauptbild eines im Übrigen nicht mehr erhaltenen Altars, das wahrscheinlich nach der Reformation nach Köln verbracht worden war.
- Der Kreuzigungsaltar der St.-Kilianskirche in Korbach. Das 1527 datierte Werk hat der Künstler in seinem 71. Lebensjahr geschaffen. Die Außenflügel zeigen auf ihrer Außenseite Christus als Schmerzensmann und den Hl. Johannes (Evangelist), auf ihren Innenseiten die Apostel Johannes, Andreas, Petrus, Paulus, Simon Zelotes und Bartholomäus sowie Johannes den Täufer und Jesus als Salvator Mundi. Im geöffneten Zustand sieht man auf der Haupttafel den Kalvarienberg mit Jesus am Kreuz, auf den Flügeln Szenen aus der Leidensgeschichte: Jesus im Garten Getsemani, Jesus vor Pilatus, die Geißelung Jesu und die Dornenkrönung. Bei diesem Altar haben sich auch das Maßwerk und die Predella mit den Darstellungen des Passahmahls und des Letzten Abendmahls erhalten.